# 빌라 노바 FC
빌라 노바 푸츠볼 클루비(포르투갈어: Vila Nova Futebol Clube)는 브라질의 축구단으로 고이아스주의 고이아니아를 연고로 한다. 1943년 7월 29일에 창단되었으며, 팀의 상징색은 붉은색이다. 구단은 "티그레" (포르투갈어: Tigre, 호랑이) 혹은 "티그랑" (포르투갈어: Tigão, 큰 호랑이)라는 별칭을 가지고 있다. 현재 캄페오나투 브라질레이루 세리에 B에 참가하고 있다.
구단의 최대 라이벌은 고이아스 EC이다. 고이아니아에서는 빌라 노바의 팬이 많은 편, 고이아스 주 전체에서는 고이아스 EC의 팬이 더 많다는 것이 일반적인 평이다.

## 역사
빌라 노바는 구단의 명칭이 자주 바뀌었다. 1943년 창단 당시 빌라 노바 푸치보우 클루비(Vila Nova Futebol Clube)라는 이름으로 창단되었다. 3년 뒤인 1946년, 구단명은 오페라리우(Operário)로 변경되었다. 1949년 구단의 이름은 아라구아이아(Araguaia)로 재차 변경되었다. 1950년 구단명은 페니스 푸치보우 클루비(Fênix Futebol Clube)로 다시 한번 바뀌었으며, 1955년 현재의 명칭으로 돌아왔다.
1961년 창단 이후 최초로 주리그 우승을 차지했으며, 1977년에는 전국 리그에 데뷔하였다. 1977년부터 1980년까지 주리그 4회 연속 우승을 차지하며, 영광의 순간을 맞이하였다. 1996년 캄페오나투 브라질레이루 세리에 C에서 무패 우승을 차지하기도 하였다. 1999년에는 코파 CONMEBOL에 참가하며, 구단 역사상 최초로 국제 대회에 참가하였다.
2015년 캄페오나투 브라질레이루 세리에 C 우승을 차지하며 역대 최다 우승 공동 1위에 이름을 올리게 되었다.

## 수상
- 캄페오나투 브라질레이루 세리이 C : (2회 우승)

1996, 2015
- 캄페오나투 고이아누 : (15회 우승)

1961, 1962, 1963, 1969, 1973, 1977, 1978, 1979, 1980, 1982, 1984, 1993, 1995, 2001, 2005

## 선수 명단

### 현역
참고: FIFA 자격 규정에 따라 소속된 국가대표팀 국기를 표시합니다. 선수는 복수의 FIFA 비회원국 국적을 가지고 있을 수 있습니다.
| 번호 | 포지션 | 국적     | 이름        |
| ---- | ------ | -------- | ----------- |
| 3    | DF     | 콜롬비아 | 후안 퀸테로 |
| 8    | MF     |          | 랄프        |

| 번호 | 포지션 | 국적 | 이름 |
| ---- | ------ | ---- | ---- |

## 역대 감독
| 감독                            | 임기 |
| ------------------------------- | ---- |
| 이바이르 아파레시두 파울리누    | 2004 |
| 와우데마르 레무스 지 올리베이라 | 2014 |
| 로페스 와그너                   | 2021 |